# Balonmano Ciudad Real
El Balonmano Ciudad Real va ser un club d'handbol de la ciutat de Ciudad Real que va disputar la Lliga ASOBAL, competició que va guanyar en 4 ocasions. És un dels equips amb un millor palmarès tant a nivell nacional com europeu, tenint en el seu poder 3 Copes d'Europa. El Balonmano Ciudad Real disputava els seus partits com a local al poliesportiu Quijote Arena amb capacitat per 5.200 espectadors.

## Història
El club es fundà el 1981 amb el nom de ADC Caserío Vigón, aconseguint diferents ascensos fins a la Segona Divisió on, malgrat tenir la possibilitat d'ascendir a la Lliga ASOBAL, degut a la inexperiència i la falta de recursos no ho fa. El 14 de juny de 1993 es crea un nou club, l'Agrupación Deportivo Cultural Ciudad Real, mantenint els drets esportius del Caserío Vigón i ascendeix a la Lliga ASOBAL.
La temporada 1998/99 l'equip aconsegueix la seva primera participació europea a la City Cup, on quedarien subcampions enfront del SG Flensburg-Handewitt, a més a més, aquell any finalitzen la lliga en una meritòria 4a posició.
A partir de la temporada 2001/02 l'equip rep una forta inversió d'institucions públiques de la ciutat, portant el club al primer nivell de l'handbol espanyol i europeu, podent incorporar els millors jugadors del moment, així, el Balonmano Ciudad Real s'imposa a la Recopa d'Europa d'handbol de 2002 i 2003, a la seva primera Copa del Rei el 2003 i a la seva primera Lliga ASOBAL el 2004.
Posteriorment destacarien les 3 Copes d'Europa d'handbol de 2006, 2008 i 2009, així com les 4 Lligues consecutives de 2007, 2008, 2009 i 2010. També cal destacar el fet que la temporada 2007/08 l'equip guanyà les 5 competicions a les que optava: Copa d'Europa, Supercopa d'Europa, Lliga ASOBAL, Copa del Rei i Copa ASOBAL.
A l'estiu de 2011, davant les dificultats econòmiques per les que travessava l'equip, va decidir traslladar la seva seu a Madrid, per tal d'atraure més patrocinadors. Així canvià el seu nom per Club Balonmano Atlético de Madrid.
L'estiu de 2013, davant la impossibilitat de resoldre el deute de l'equip, desapareix de forma definitiva.

## Títols
- 3 Copa d'Europa d'handbol (2005-06, 2007-08, 2008-09)
- 2 Recopa d'Europa (2001-02, 2002-03)
- 3 Supercopa d'Europa (2005-06, 2006-07, 2008-09)
- 5 Lliga Espanyola/Lliga ASOBAL (2003-04, 2006-07, 2007-08, 2008-09, 2009-10)
- 2 Copa del Rei (2002-03, 2007-08)
- 5 Copa ASOBAL (2003-04, 2004-05, 2005-06, 2006-07, 2007-08
- 2 Supercopa d'Espanya d'handbol (2004-05, 2007-08)